# 양밍양
양밍양(중국어 간체자: 杨明洋, 정체자: 楊明洋, 병음: Yáng Míngyáng, 한자음: 양명양, 1995년 7월 11일~)은 스위스 출신 중화인민공화국의 축구 선수로 포지션은 미드필더이다. 현재 중국 슈퍼 리그의 난퉁 즈윈 FC에서 활동하고 있으며 2010년부터 2016년까지 스위스 연령별 축구 국가대표팀에서 활동했다.
독일어 이름은 밍양 양(독일어: Ming-yang Yang)이며 2021년 스위스 시민권을 포기하고 중화인민공화국 시민권을 취득했다.

## 어린 시절
양밍양은 1995년 스위스 바젤에서 프리부르 대학교에서 생리학 교수로 활동하는 중화인민공화국계 스위스인 아버지 양지홍(독일어: Yang Zhihong, 중국어 간체자: 杨志宏, 정체자: 楊志洋, 병음: Yáng Zhìhóng 양즈훙[*], 한자음: 양지굉)에게서 태어났다. 양지홍은 중화인민공화국 우한시에서 태어나 퉁지 의과대학교를 졸업하고 1987년 바젤 대학교로 유학을 간 뒤 1991년 바젤 대학교에서 의학 박사 학위를 취득한 후 스위스로 이민을 갔다.
양밍양은 2001년 6살의 나이에 FC 프리부르 유소년팀에서 축구 선수 경력을 시작했고 2011년 뇌샤텔 크사막스 FCS를 거쳐 2012년 FC 로잔 스포르 유소년팀에 입단했다.

## 구단 경력
양밍양은 2013년 여름 FC 로잔 스포르 1군으로 승격했고 당해 7월 14일 로잔 스포르가 FC 루체른에 2대 0으로 패배한 경기에서 프로 선수 데뷔전을 가졌다. 그는 2017년 FC 빈터투어와 빈터투어 2군에서 임대 선수로 활동한 후 당해 8월 31일 비공개 이적료로 EFL 챔피언십의 울버햄프턴 원더러스 FC로 이적했고 울버햄프턴과 3년 계약을 체결했다.
FC 후미야와 그라스호퍼 클럽 취리히에서 임대 선수로 활동한 후 2021년 2월 26일, 양밍양은 울버햄프턴에서 중국 갑급리그의 난퉁 즈윈 FC으로 이적했다. 그는 당해 4월 25일 난퉁 즈윈이 난징 청스 FC에 1대 1로 비긴 경기에서 중국 갑급리그 데뷔전을 가졌고 5월 21일 난퉁 즈윈이 난징 청스에 3대 1로 이긴 리그 경기에서 난퉁 즈윈에서의 첫 번째 득점을 기록했다. 그는 중국 갑급리그 2022에서 난퉁 즈윈의 중국 슈퍼리그 승격에 기여했다.

## 국가대표팀 경력
양밍양은 2010년부터 2016년까지 스위스의 연령별 축구 대표팀들에서 활동했다.